# EN 13432
La EN 13432 è una norma armonizzata del Comitato europeo di normazione pubblicata nel 2000 relativa alle caratteristiche che un imballaggio deve possedere per potersi definire biodegradabile e compostabile. Il termine "compostabile" fa riferimento alla capacità dell'imballaggio di poter essere recuperato mediante riciclo organico. La versione attualmente in vigore in Italia è la UNI EN 13432 del 2002.
Tale norma è intitolata "Requisiti per imballaggi recuperabili mediante compostaggio e biodegradazione - Schema di prova e criteri di valutazione per l'accettazione finale degli imballaggi".

## Requisiti di compostabilità
La norma è stata preparata su mandato della Commissione Europea per fornire presunzione di conformità ai requisiti essenziali della Direttiva Imballaggi e rifiuti di imballaggi, 94/62/EC.
Secondo la norma EN 13432, un materiale per definirsi "compostabile", deve possedere le seguenti caratteristiche:
- biodegradarsi per almeno del 90% in 6 mesi; tali valori vanno testati con il metodo standard EN 14046 (analogo allo standard internazionale  ISO 14855);[2]
- a contatto con materiali organici per un periodo di 3 mesi, la massa del materiale deve essere costituita almeno per il 90% da frammenti di dimensioni inferiori a 2 mm; tali valori vanno testati con il metodo standard EN 14045;[2]
- il materiale non deve avere effetti negativi sul processo di compostaggio;[2]
- bassa concentrazione dei metalli pesanti additivati al materiale;[2]
- valori di pH entro i limiti stabiliti;[2]
- contenuto salino entro i limiti stabiliti;[2]
- concentrazione di solidi volatili entro i limiti stabiliti;[2]
- concentrazione di azoto, fosforo, magnesio e potassio entro i limiti stabiliti.[2]

## Differenze tra la norma EN 13432 e la direttiva 94/62/CE
La norma EN 13432 colma alcune lacune della precedente direttiva 94/62/CE. Infatti prima era possibile creare confusione e incomprensioni riguardo ai termini compostabile e biodegradabile.
Un esempio di queste incomprensioni è il sacchetto in polietilene riportante il marchio "biodegradabile". Questi sacchetti sono realizzati con polimeri ai quali sono aggiunti additivi contenenti metalli pesanti che favoriscono la rottura del materiale in pezzetti. Tuttavia il materiale non si degrada completamente, infatti rimane visibile nell'eventuale compost. Inoltre i metalli pesanti sono tossici, per cui devono avere una concentrazione molto bassa all'interno del materiale. Un esempio di questi additivi metallici è il cobalto, presente ad esempio in alcuni prodotti con concentrazioni di 4 000 mg/kg. Dopo la decomposizione il cobalto verrebbe rilasciato nell'ambiente con le conseguenze descritte nella direttiva 67/548/CE per le sostanze pericolose. Nella fattispecie si tratterebbe di un elemento ecotossico, persistente e bioaccumulativa CMR (Carcinogenica, Mutagenica e tossica per la Riproduzione).
La distinzione tra biodegradabile e compostabile è fondamentale nel contesto della sostenibilità ambientale, poiché questi termini descrivono diverse capacità di decomposizione dei materiali. Un materiale biodegradabile è quello che può essere scomposto in elementi naturali da microrganismi come batteri e funghi, senza lasciare residui tossici. Tuttavia, non tutti i materiali biodegradabili si decompongono allo stesso modo. Alcuni richiedono anni per degradarsi completamente. Possono anche aver bisogno di condizioni specifiche come calore, umidità o ossigeno. Al contrario, un materiale compostabile non solo si degrada naturalmente, ma lo fa entro un periodo di tempo relativamente breve se inserito in un sistema di compostaggio controllato. 
Un interessante approfondimento tra sacchetti in commercio con la sola dicitura biodegradabile e sacchetti con la dicitura biodegradabile e compostabile certificati conformi a EN 13432 è stato realizzato da alcune scuole in Umbria.
Nel 2017 viene modificata la normativa anche per gli shopper leggeri ed ultraleggeri. Dal 2018 in Italia sono compostabili. Un provvedimento che ha portato molte polemiche.